# 상음청년역
상음청년역(桑陰靑年驛)은 조선민주주의인민공화국 강원도 안변군에 있는 금강산청년선의 철도역이다.

## 연혁
- 1929년 9월 11일 : 동해북부선(현 : 금강산청년선)의 상음역(桑陰驛)으로 개업[1]
- 1950년 : 한국 전쟁 발발로 폐지
- 1996년 : 금강산청년선의 상음역으로 복원